# Lisa Albrecht
Lisa Albrecht (Hambourg, 27 mai 1896 - Berlin, 16 mai 1958) est une femme politique allemande. 